# ليوناردو رودريغيز بيريرا
ليوناردو رودريغيز بيريرا (بالبرتغالية: Leonardo Rodriguez Pereira) وهو لاعب كرة قدم برازيلي في مركز خط الوسط ولد في يوم 22 سبتمبر 1986 في بلدة فيلا فيلها في البرازيل .
لعب سابقاً في عدة أندية يونانية أبرزها نادي أيك أثينا و نادي جونبك هيونداي موتورز الكوري والجزيرة الإماراتي و نادي النصر السعودي و الظفرة الإماراتي .

## روابط خارجية
- ليوناردو رودريغيز بيريرا على موقع الاتحاد الدولي (مؤرشف)  (الإنجليزية)
- ليوناردو رودريغيز بيريرا على موقع دوري كوريا الجنوبية (الإنجليزية)
- ليوناردو رودريغيز بيريرا على موقع قاعدة بيانات كرة القدم.إي يو (الإنجليزية)
- ليوناردو رودريغيز بيريرا على موقع Soccerway.com (الإنجليزية)